# Chicontepec de Tejada
Chicontepec de Tejada är en ort i Mexiko.   Den ligger i kommunen Chicontepec och delstaten Veracruz, i den sydöstra delen av landet, 200 km nordost om huvudstaden Mexico City. Chicontepec de Tejada ligger 530 meter över havet och antalet invånare är 4 480.
Terrängen runt Chicontepec de Tejada är huvudsakligen kuperad, men åt nordost är den platt. Chicontepec de Tejada ligger uppe på en höjd. Runt Chicontepec de Tejada är det ganska tätbefolkat, med 80 invånare per kvadratkilometer. Närmaste större samhälle är Xochiatipan de Castillo, 19,2 km sydväst om Chicontepec de Tejada. Omgivningarna runt Chicontepec de Tejada är en mosaik av jordbruksmark och naturlig växtlighet.